# Tibast
Tibast (Daphne mezereum) är en art i  familjen tibastväxter.

## Utseende
Tibast är en lövfällande buske som blir 1,5 meter hög. Bladen är mjuka, 3–8 cm långa och 1–2 cm breda. Den blommar tidigt på våren på bar kvist. Blommorna är rosa eller ljuslila, i sällsynta fall vita (underart alba), 10–15 mm i diameter och har stark, behaglig doft, ungefär som narciss. Frukten är en klarröd stenfrukt, som är 7–12 mm i diameter.

## Habitat
Växten är ursprunglig i större delen av Europa och västra Asien. I Norden förekommer den sparsamt, och är i Sverige som vild fridlyst i vissa län. I södra Europa växer den på högre höjder över havet. Norrut förekommer den upp till norra England och centrala Skandinavien, främst i lövskog och på skogsängar.
I Nordamerika är tibast inte ursprunglig, men på sina håll förekommer den förvildad, spridd från odlingar.

### Utbredningskartor
- Norden
- Norra halvklotet

## Giftighet
Växten är giftig för människor, och då särskilt bär och bark, men allvarliga förgiftningar är ovanliga. Tibast innehåller daphnetoxin och mezerein som hos människor vid förtäring orsakar en brännande smärta i munnen och halsen samt blåsor och salivavsöndring. Andra följder kan vara kräkning, magsmärtor och diarré. Första hjälp är att ge dryck och koltabletter. Växtsaften är också kraftigt ögonretande. Vid tillbud måste ögat omedelbart sköljas med vatten i minst 5 minuter.
Allvarliga förgiftningar är ovanliga, men kan i svåra fall leda till medvetslöshet, kramper och njurskador. Om mer än fem bär eller andra växtdelar förtärts, ge medicinskt kol och ring Giftinformation och kontrollera risken.

## Användning
1. Tibast används odlad som prydnadsväxt.
2. Tibast var förr obligatorisk på apoteken (officinell). En drog (cortex mezerei) bereddes av tidigt på våren insamlad bark[4], som lades i ättika. Medlet användes utvärtes mot körtelsvullnader, gikt med mera. Även en salva (unguentum mezerei) kunde beredas av barken och användes ungefär som spanska flugor. Bären (semina coccognidii) användes även de, bl.a. som kräkmedel.[4] Numera vet man att kontakt med busken kan orsaka allergiska reaktioner, såsom eksem.
3. Växtfärgning. Med de färska grenarna kan ylle färgas gult eller gulbrunt.

## Etymologi
Daphne var enligt den grekiska mytologin en blyg nymf som vid ett tillfälle blivit förvandlad till ett lagerträd, och eftersom tibastens blad liknar lagerträdets, valde Linné Daphne som namn för tibastsläktet.
Mezerum kommer av arabiska mezeriyn = döda, med syftning på växtens giftighet.
I flera andra språk finns namnlika benämningar på tibast. Ytterst kan detta föras tillbaka till guden Tyr eller en gud i allmänhet: latin deus; grekiska ϑεός (teos).

## Bygdemål
| Namn            | Trakt                                  | Kommentar | Referens |
| --------------- | -------------------------------------- | --- | -------- |
|                 |                                        | |          |
| Divelbastträ    | Hälsingland                            | Divel = djävul, med syftning på växtens giftighet. Jfr Tivelbast nedan.                                                                                               |          |
| Källarhalsbäsk  | Västerbotten                           | Bäsk är vardagligt språk för beskt smakande brännvin | [ 6 ]    |
| Källerhalsbär   |                                        | ["Käller" → källare] Namnet avser frukten med en skämtsam anspelning på den sveda i mun och svalg, och svåra törst, som uppstår redan efter förtäring av ett enda bär |          |
| Taisbast        | Orsa (Dalarna)                         | Namnet avser busken |          |
| Taisbär         | Älvdalen (Dalarna)                     | |          |
| Taisebär        | Älvdalen (Dalarna)                     | |          |
| Taisebärstuppa  | Mora (Dalarna)                         | Namnet avser blomman |          |
| Tirsbast        |                                        | | [ 9 ]    |
| Tisbast         | Lima (Dalarna) Transtrand (Dalarna)    | |          |
| Tistbast        | Hälsingland                            | |          |
| Tivelbast       | Kopparberget (Dalarna) Särna (Dalarna) | Tivel sannolikt detsamma som divel i divelbastträ |          |
| Tivebark        | Jämtland                               | Namnet avser den bark, som förr insamlades för att användas vid apoteken för tillverkning av Cortex Mezerei                                                           |          |
| Tived           | Jämtland                               | Namnet avser färska grenar för användning vid växtfärgning. Jfr Tiveden                                                                                               |          |
| Tivelbär        | Ore (Dalarna) Ornäs (Dalarna)          | |          |
| Tiverbärsbusken | Tåsjö (Ångermanland)                   | |          |
| Tjurbast        | Värmland                               | |          |
| Tjusbastbuske   |                                        | | [ 5 ]    |